# Клементьев, Иван Степанович
Ива́н Степа́нович Клеме́нтьев (1928, Сибирский край, СССР — ?) — мастер Канского леспромхоза (Красноярский край) Министерства лесной, целлюлозно-бумажной и деревообрабатывающей промышленности СССР, Герой Социалистического Труда (1966).

## Биография
Родился в 1928 году в Сибирском крае (ныне Красноярский край) в семье крестьян.
Во время Великой Отечественной войны работал плотником в строительной бригаде, затем, окончив курсы шофёров работал водителем. В 1953 году трудоустроился обрубщиком сучьев в Канский леспромхоз, позже трудился чокеровщиком (работник, занятый на лесосечных и лесокультурных работах, специальным приспособлением (чокером) подцепляющий к трактору срубленные деревья-хлысты, которые потом вывозятся на специальную площадку) и вальщиком леса. Став бригадиром малой комплексной бригады по заготовке леса, вывел её на позицию лучшей в Канском леспромхозе, без прогулов и простоев техники.
В 1959 году его бригада взяла на себя обязательство выполнить за семилетку два семилетних задания. 10 сентября 1962 года была выполнена первая норма семилетки (70 тысяч кубометров леса), а 30 декабря 1965 года, на один день раньше срока, ещё столько же.
15 июля 1966 года представлен на соискание звания Героя Социалистического Труда решением № 7 заседания бюро Красноярского крайкома КПСС. Указом Президиума Верховного Совета СССР от 17 сентября 1966 года «за выдающиеся успехи, достигнутые в выполнении заданий семилетнего плана по развитию лесной, целлюлозно-бумажной и деревообрабатывающей промышленности» удостоен звания Героя Социалистического Труда с вручением ордена Ленина и золотой медали «Серп и Молот».
Награждён орденом Ленина (17.9.1966) и медалями, в том числе «За трудовую доблесть» (26.4.1963).